# Whitley Upper
Whitley Upper var en civil parish från 1866 till 1938 då den blev en del av Kirkburton, i grevskapet West Riding of Yorkshire (nu West Yorkshire), i England. Denna civil parish var belägen 7 km från Huddersfield och hade 932 invånare år 1931. Whitley Upper var ett distrikt från 1894 till 1938 då den blev en del av Kirkburton.